# José Luis Ayala Olazával
José Luis Ayala Olazával (Huancané, Puno, 24 de septiembre de 1942) es un escritor, periodista, poeta, cronista y ensayista peruano. Estudió para profesor en la escuela normalista San juan Bosco de Puno; se especializó en castellano y literatura en la Universidad Nacional Mayor de San Marcos (UNMSM) y continuó estudios superiores en la École Pratique des Hautes Études de París 
Sus obras han recibido el Premio Poesía Sur Peruana (1967), Premio de Literatura Popular (1990), Premio de Literatura César Vallejo, CONCYTEC (1990) y el Premio Internacional de Poesía, DIP, París (1964). Su obra abarca géneros diversos como poesía, narrativa, ensayo y crítica literaria, siendo además creador de formatos vanguardistas como las cronivelas y los kipuemas.

## Biografía
Nació en Huancané, en el departamento de Puno, dentro de un contexto hispano-quechua-aymara. Es hijo del maestro huancaneño Juan Luis Ayala Loayza y de Leonor Olazával Angles, de ascendencia mestiza vasca y aymara. Su bisabuelo fue el coronel Félix Olazával Romero, defensor peruano durante la Guerra del Pacífico de 1879.
Realizó estudios primarios en escuelas rurales donde su padre fue docente, lo que le permitió aprender el idioma aymara, siendo uno de los poetas más destacados que escribe en esta lengua. Continuó su formación académica como profesor de primaria y secundaria en el colegio San Juan Bosco de Puno, donde obtuvo su certificación de profesor normalista; posteriormente se especializó en castellano y literatura en la Universidad Nacional Mayor de San Marcos (UNMSM) y continúo estudios superiores en la École Pratique des Hautes Études de París.
Ayala ha sido maestro, periodista y crítico literario. Ejerció funciones como Director de la Biblioteca Municipal de Puno y trabajó en entidades públicas como el Tribunal Agrario y el Jurado Nacional de Elecciones.
Es cofundador de la Promoción Intelectual Carlos Oquendo de Amat en Puno y ha participado en eventos nacionales como ferias, donde ha presentado sus escritos; además, ha sido entrevistado para abordar temas relacionados con política.También ha sido invitado a eventos internacionales como el Festival Internacional de Poesía de Medellín y el Encuentro de Poetas y Escritores Latinoamericanos en Chile.

## Obras
Entre sus libros más destacados figuran:

#### Poesía
- Celebración del universo (1976): Poemario que exalta la conexión entre el ser humano y el cosmos desde la cosmovisión andina, destacando la armonía del universo y su espiritualidad.
- Pachamama (1986): Homenaje lírico a la Madre Tierra, resaltando los rituales y creencias ancestrales de las comunidades andinas, así como su relación sagrada con la naturaleza.
- Lupigramas y Solemas (1990): Poemario experimental que juega con el lenguaje y la forma poética, combinando creatividad, identidad y profundidad.
- Cábala para inmigrantes (2003): Reflexión poética sobre la experiencia migratoria de los andinos, enfocándose en los desafíos, la nostalgia y la preservación de las raíces culturales.

#### Ensayos y Biografías
- El cholo Vallejo (1994): Ensayo biográfico que rinde homenaje a César Vallejo, resaltando su identidad mestiza, su legado literario y su compromiso social.
- Yo fui canillita de José Carlos Mariátegui (1990): Biografía de Mariano Larico Yujra, campesino aymara que trabajó junto a Mariátegui, presentando un relato conmovedor sobre lucha social y mestizaje cultural.
- El presidente Carlos Condorena Yujra: Relato biográfico sobre el líder indígena de la rebelión de Huancané en 1923, que simboliza la lucha por la justicia social en el altiplano peruano.

#### Novelas
- Wancho Lima (1989): Novela histórica que narra los hechos ocurridos en Huancané, Puno, en 1923, explorando la compleja relación entre poder, resistencia y cultura.
- Celebración cósmica de Rita Puma (2005): Historia de una migrante aymara que se convierte en lideresa sindical, mostrando el empoderamiento de la mujer andina en un contexto urbano.

#### Temas Sociales y Culturales
- Más allá del arcoíris: Crónica sobre la lucha por la democracia y los derechos humanos, destacando la resistencia cultural de los pueblos andinos.
- Wancho Lima (serie): Serie de libros que abordan temas históricos y sociales relacionados con la región de Puno, mezclando crónica y narrativa histórica.

## Reconocimiento y Premios
A lo largo de su carrera recibió: 
- Premio Internacional de Poesía DIP (París, 1964): Reconocimiento por su temprana proyección internacional como poeta, otorgado por la Dirección Internacional de Poesía.
- Premio Poesía Sur Peruana (1967): Galardón otorgado por la Editorial Sur Peruana, que resalta su contribución a la literatura regional inspirada en la cosmovisión andina.
- Premio de Literatura Popular (1990): Otorgado a su obra Yo fui canillita de José Carlos Mariátegui, por su enfoque en la reivindicación de las voces indígenas.
- Premio de Literatura César Vallejo (1990): Reconocimiento por su destacada obra poética y narrativa, otorgado por CONCYTEC (Consejo Nacional de Ciencia, Tecnología e Innovación Tecnológica).
- Homenaje en la Casa de la Literatura Peruana (2010): Reconocimiento por su trayectoria literaria y su contribución a la difusión de la cultura andina, otorgado por la Casa de la Literatura Peruana.
- Reconocimiento de la Municipalidad Provincial de Huancané (2015): Homenaje por su valiosa contribución a la difusión cultural y preservación de las tradiciones puneñas.
- Homenaje del Gobierno Regional de Puno (2019): Reconocimiento especial por su labor como escritor, periodista y promotor cultural en la región de Puno.
- Premio Nacional de Periodismo Cultural (Año desconocido): Reconocimiento por su trabajo como periodista en la promoción y divulgación de la cultura andina.